# Giờ Kyrgyzstan
Giờ Kyrgyzstan (KGT) là múi giờ của Kyrgyzstan. Nó đi trước +6:00 giờ so với Giờ Phối hợp Quốc tế (UTC+6). Kyrgyzstan không sử dụng Quy ước giờ mùa hè.
Lịch sử múi giờ của Kyrgyzstan 
| Từ                  | Đến                 | Vùng  | DST   |
| ------------------- | ------------------- | ----- | ----- |
| 2 tháng 5 năm 1924  | 21 tháng 6 năm 1930 | UTC+5 | không |
| 21 tháng 6 năm 1930 | 1 tháng 4 năm 1981  | UTC+6 | không |
| 1 tháng 4 năm 1981  | 31 tháng 3 năm 1991 | UTC+6 | có    |
| 31 tháng 3 năm 1991 | 12 tháng 8 năm 2005 | UTC+5 | có    |
| 12 tháng 8 năm 2005 | nay                 | UTC+6 | không |

Từ 1924 đến 1992 Kyrgyzstan luôn có Giờ Moskva + 3 giờ.